# PZL.18
PZL.18 (PZL-18) – projekt wodnosamolotu torpedowego opracowywany w latach 1929–1932 w Państwowych Zakładach Lotniczych.

## Historia
Pod koniec lat 20. XX wieku polska Marynarka Wojenna zainteresowały się możliwością użycia wodnosamolotów bojowych. Jednym z projektów PZL mającym zaspokoić te oczekiwania był projekt wodnosamolotu torpedowego PZL.18. Projekt nie wzbudził zainteresowania wojska i został zarzucony.

## Służba w lotnictwie
Samolot ten nigdy nie wyszedł poza fazę projektu i tym samym nigdy nie służył w lotnictwie.

## Opis techniczny
Całkowicie metalowy górnopłat wolnonośny z kadłubem dwubelkowym. Podwozie samolotu stanowiły metalowe wielokomorowe pływaki, wsparte goleniami o skrzydło a zastrzałami o kadłub. Usterzenie pionowe podwójne. Wspólna kabina pilota i obserwatora otwarta, osłonięta wiatrochronem. Ruchome stanowiska strzeleckie umieszczono z tyłu, z przodu i od spodu kadłuba. Samolot mógł zabierać jedną lub dwie torpedy umieszczone jedna nad drugą w komorze, w spodniej części kadłuba.

## Wersje
- PZL.18 – projekt wodnosamolotu torpedowego.